# Karl Angerer
Karl Angerer (Berchtesgaden, 18 de julio de 1979) es un deportista alemán que compitió en bobsleigh en las modalidades doble y cuádruple.
Ganó tres medallas en el Campeonato Mundial de Bobsleigh, en los años 2007 y 2011, y dos medallas de bronce en el Campeonato Europeo de Bobsleigh, en los años 2009 y 2011. Participó en los Juegos Olímpicos de Vancouver 2010, ocupando el séptimo lugar en la prueba cuádruple.

## Palmarés internacional
| Campeonato Mundial | Campeonato Mundial    | Campeonato Mundial | Campeonato Mundial |
| Año                | Lugar                 | Medalla            | Prueba             |
| ------------------ | --------------------- | ------------------ | ------------------ |
| 2007               | Sankt Moritz (Suiza)  | Medalla de oro     | Equipo             |
| 2011               | Königssee (Alemania)  | Medalla de plata   | Cuádruple          |
| 2011               | Königssee (Alemania)  | Medalla de plata   | Equipo             |
| Campeonato Europeo |                       |                    |                    |
| Año                | Lugar                 | Medalla            | Prueba             |
| 2009               | Sankt Moritz (Suiza)  | Medalla de bronce  | Cuádruple          |
| 2011               | Winterberg (Alemania) | Medalla de bronce  | Doble              |